# 开泰桥
31°59′36″N 119°34′35″E / 31.993429°N 119.576509°E
开泰桥又称草堰桥（因旧时水枯季节以草堰塞桥孔提高水位，以利舟楫而得名），为位于中国江苏省镇江市丹阳市云阳街道原南门草堰门外、今南门大街东侧的一座单孔石拱桥，南北向跨于原西门运河之上，桥身以花岗石砌筑，高8米，宽7米，长约45米，桥栏正中阴刻楷书桥名，两侧明柱上各有阴刻楷书对联一副。该桥始建于明万历年间，清康熙、雍正、乾隆、道光和民国时均有重修。